# Bad Sister
Bad Sister è l'album d'esordio della rapper statunitense Roxanne Shanté. Pubblicato il 31 ottobre del 1989, è distribuito da Cold Chillin' Records e dalla Reprise Records, sotto-etichetta della Warner Bros. Records.

## Distribuzione
L'album è distribuito sotto le etichette Cold Chillin' e Reprise negli Stati Uniti, in Canada e in Europa nel 1989. In Europa la distribuzione è partecipata con A&M Records, che distribuisce l'album assieme a Cold Chillin' per il mercato britannico. Nel Regno Unito, l'esordio di Shanté esce anche su cassetta (A&M Records) e in Germania è distribuito da una sotto-etichetta della WEA. Nel 2010 è ripubblicato da Cold Chillin' e Traffic Entertainment.

## Ricezione
| Recensione         | Giudizio   |
| ------------------ | ---------- |
| AllMusic           | [ 1 ]      |
| Chicago Tribune    | [ 3 ]      |
| Robert Christgau   | A–         |
| The New York Times | favorevole |

Il critico Robert Christgau recensisce entusiasticamente l'album, assegnandogli una «A-» e scrivendo: «mi è piaciuto tutto ciò che ha sempre fatto, e in un primo momento quest'album mi ha irritato, ma ora lo sento come un consapevole ritorno all'appeal di Roxanne's Revenge della Lolita Gooden quattordicenne» Dan Heilman per Allmusic, vota l'album con due stelle e mezzo su cinque, recensendolo negativamente: «il suo album di debutto non è all'altezza delle promesse dei suoi primi singoli, che si possono trovare su diverse raccolte rap.»
L'album entra nella classifica statunitense degli album neri, raggiungendo la posizione numero 52 come picco massimo.

## Tracce
Musiche di Marley Marl, Q Neighbor (traccia 6).
1. Bad Sister – 5:00
2. Live on Stage – 6:57 (musica: Remix: CJ Mackintosh, Dave Dorrell)
3. Independent Woman – 4:35
4. Knockin' Hiney – 3:36 (testo: Leo Gooden, Marlon Williams)
5. My Groove Gets Better – 3:30
6. Feeling Kinda Horny – 4:10 (testo: Pieter Bourke)
7. Have a Nice Day – 3:21 (testo: A. Hardy, Williams)
8. Let's Rock, Y'all – 4:17 (testo: Gooden, Williams)
9. Fatal Attraction – 4:28 (testo: Duvan Clear, Williams)
10. Wack It – 6:00 (testo: A. Booth, Gooden, Williams)
11. Skeezer – 2:45 (testo: A. Hardy, Williams)
12. What's on Your Mind – 3:20
13. Go on Girl – 5:01 (testo: Big Daddy Kane, Williams)
14. Gotta Get Paid – 1:52 (testo: Gooden, Williams)

Durata totale: 58:52

## Formazione
Crediti adattati da Allmusic.
- Big Daddy Kane - compositore
- A. Booth - compositore
- Pieter Bourke - compositore
- Duval Clear - compositore
- Leo Gooden - compositore
- A. Hardy - compositore
- Roxanne Shanté - voce, cori
- Marlon Williams - compositore, produttore (tracce 1-5, 7-14)

## Classifiche
| Classifica (1989)   | Posizione massima |
| ------------------- | ----------------- |
| US Top Black Albums | 52                |